# تار (ریاضیات)
اصطلاح تار یا فیبر (به انگلیسی: Fiber) در ریاضیات، براساس زمینه کاربردی می‌تواند دو معنا داشته باشد:
1. در نظریه طبیعی مجموعه‌ها، تار برای عنصری مثل y در مجموعه Y تحت نگاشت {\displaystyle f\colon X\rightarrow Y} برابر تصویر وارون مجموعه تک‌عضوی {\displaystyle \{y\}} تحت f است.[۱]
2. در هندسه جبری، مفهوم یک تار از یک ریخت (مورفیسم) از اسکیم‌ها را باید به صورت دقیق‌تر تعریف کرد، چرا که در حالت کلی، هر نقطه لزوماً بسته نیست.

## تعاریف

### تار در نظریه طبیعی مجموعه‌ها
فرض کنید که f: X → Y یک نگاشت باشد. تار یک عنصر {\displaystyle y\in Y} که معمولاً توسط {\displaystyle f^{-1}(y)} نشان داده می‌شود، به صورت {\displaystyle f^{-1}(y):=\{x\in X\mid f(x)=y\}.} تعریف می‌شود؛ یعنی، تار y تحت f برابر مجموعه عناصر در دامنه f است که به y نگاشت داده شده‌است.
تصویر وارون یا پیش‌تصویر {\displaystyle f^{-1}(A)} مفهوم تار را به زیرمجموعه‌های {\displaystyle A\subseteq Y} از هم‌دامنه تعمیم می‌دهد. نمادگذاری {\displaystyle f^{-1}(y)} هنوز به تار ارجاع دارد، زیرا تار یک عنصر y برابر پیش‌تصویر مجموعه تک‌عضوی {\displaystyle \{y\}} است، یعنی {\displaystyle f^{-1}(\{y\})}. این موضوع به این معنی است که، «تار» را می‌توان یک تابع از هم‌دامنه به مجموعه توانی دامنه در نظر گرفت: {\displaystyle f^{-1}:Y\to {\mathcal {P}}(X)} درحالیکه پیش‌تصویر این موضوع را به یک تابع بین مجموعه‌های توانی تعمیم می‌دهد: {\displaystyle f^{-1}:{\mathcal {P}}(Y)\to {\mathcal {P}}(X)}.
اگر f به اعداد حقیقی نگاشت داشته باشد، در اینصورت {\displaystyle y\in \mathbb {R} } یک عدد ساده است، و آنوقت تار {\displaystyle f^{-1}(y)} یک مجموعه تراز از y تحت f نامیده می‌شود: {\displaystyle L_{y}(f)}. اگر f یک تابع پیوسته باشد و y در تصویر f باشد، آنوقت مجموعه تراز y تحت f در ۲بعد یک منحنی است، و در ۳بعد یک رویه است، و به صورت کلی‌تر ابررویه‌ای از بعد d − 1 است.

### تار در هندسه جبری
در هندسه جبری، اگر f: X → Y یک ریخت از اسکیم‌ها باشد، تار یک نقطه p در Y برابر ضرب تاری از اسکیم‌ها است
{\displaystyle X\times _{Y}\operatorname {Spec} k(p)}
که در آن {\displaystyle k(p)} برابر میدان باقیمانده در p است.

## ارجاعات
1. ↑  Lee 2011, p. 69, Above the Ex. 3.59.